# Hannah Norsa
Hannah Norsa (prénom parfois orthographié Hanna), née vers 1712 et morte 28 août 1784, est une actrice et chanteuse classique juive anglaise, qui devient célèbre en apparaissant dans The Beggar's Opera de John Gay en 1732 et devient la maîtresse de Robert Walpole, 2ecomte de Orford.

## Biographie
Hannah Norsa est la fille de l'aubergiste londonien Issachar Norsa, un juif italien de Mantoue. Elle fait sensation lors de ses débuts sur scène dans le personnage de Polly Peachum lors de la reprise de The Beggar's Opera au Covent Garden Theatre le 16 décembre 1732, et au cours des années suivantes, elle joue des rôles principaux dans des opéras de Johann Ernst Galliard et d'autres. En 1733, elle chante le rôle de Deidamia dans l'opéra-ballade Achille de Gay, interprété à titre posthume. Elle a également des rôles non-chanteurs dans des pièces telles que The Beaux' Stratagem de George Farquhar et The Orphan de Thomas Otway.
En 1736, elle passe sous la protection de Robert Walpole, fils et héritier de l'ancien premier ministre Robert Walpole et frère de l'écrivain Horace Walpole. Horace décrit Norsa comme "la concubine de mon frère". Le mariage de Robert est rompu lors d'une séparation formelle, et Norsa va vivre avec lui, déménageant (quand il accède à la pairie en tant que comte d'Orford en 1745) à Houghton Hall dans le Norfolk. La femme d'un ecclésiastique local écrit d'elle en 1749 : « C'est une femme très agréable, et personne ne s'est jamais mieux comporté dans sa situation, elle a la bonne parole de tout le monde et a une grande emprise à Houghton, elle est tout sauf Lady, elle est venu ici dans un Landau & Six chevaux & ... un jeune ecclésiastique avec elle. » Norsa a un fils avec Orford, né en 1740, qui est apparemment mort jeune. L'historien de la musique David Conway considère l'histoire de Norsa comme « un récit archétypal de la façon dont la célébrité sur scène pourrait conduire à une transformation sociale ».
Norsa reste avec Orford jusqu'à sa mort en 1751, ayant apparemment financé ses importantes dettes. Dans son testament, Orford demande à son successeur « de veiller à ce que Mme Norsa soit bien traitée ». Après 1751, elle est prise en charge par le producteur de The Beggar's Opera, John Rich et sa famille. Lorsqu'elle meurt à Kensington, elle est assez prospère, laissant 3 400 £ en investissements dans des actions du Trésor. Elle est enterrée à St Mary Abbots, Kensington, le 28 août 1784.

## Sources
- Baldwin, Olive et Thelma Wilson (2008). "Norsa, Hannah", dans Oxford Dictionary of National Biography en ligne, consulté le 3 juillet 2017  .
- Conway, David (2012). La juiverie dans la musique : entrée dans la profession des Lumières à Richard Wagner. Cambridge : Cambridge University Press. (ISBN 978-1-316-63960-3)
- Dircks, Phyllis (nd ). "Rich, John (1692–1761)", dans Oxford Dictionary of National Biography en ligne, consulté le 30 octobre 2017 .